# Osmia indigotea
Osmia indigotea är en biart som beskrevs av Morawitz 1875. Osmia indigotea ingår i släktet murarbin, och familjen buksamlarbin. Inga underarter finns listade i Catalogue of Life.